# AGSM Verona Calcio Femminile 2017-2018
Questa voce raccoglie le informazioni riguardanti l'Associazione Sportiva Dilettantistica AGSM Verona Calcio Femminile nelle competizioni ufficiali della stagione  2017-2018.

## Stagione
L'AGSM Verona prende il via della stagione 2017-2018 dalla terza posizione raggiunta dietro il Brescia nel precedente campionato e dal raggiungimento dei quarti di finale di Coppa Italia, eliminata dal Tavagnacco, risultati che precludono al club veronese la partecipazione alla Supercoppa italiana, dopo che aveva giocato, perdendole entrambe, le ultime due edizioni, e alla Champions League.
Nel campionato di Serie A la squadra ottiene la matematica salvezza alla ventesima giornata, superando nell'incontro casalingo le baresi del Pink Sport Time, e termina la stagione al settimo posto, frutto di sette vittorie, quattro pareggi e undici sconfitte. Migliore marcatrice in campionato risulta l'attaccante della nazionale greca Sofia Kongoulī, con 6 reti all'attivo su 22 incontri, che assieme ai 5 realizzati in Coppa Italia la rendono anche la migliore marcatrice assoluta della stagione della squadra veronese.

## Divise e sponsor
La divisa casalinga ritorna ad uno schema già utilizzato in passato, abbinando i colori veronesi, giallo e blu, nella maglia, ma a larghe fasce orizzontali, abbinati a pantaloncini blu e calzettoni blu, alle volte gialli. Per la seconda tenuta il colore principale è il malva. Lo sponsor principale è AGSM Verona.
| Casa | Casa (alternativa) | Trasferta |

## Organigramma societario
Area tecnica
- Allenatore: Renato Longega
- Allenatore in seconda:
- Preparatore atletico:
- Preparatore dei portieri:

Area sanitaria
- Responsabile sanitario:
- Medico sociale:
- Massofisioterapista:
- Massofisioterapista:
- Fisioterapista:

## Rosa
Rosa, numerazione e ruoli, tratti dal sito ufficiale della società, sono aggiornati all'11 gennaio 2018.
| N. |                        | Ruolo | Calciatrice                   |
| -- | ---------------------- | ----- | ----------------------------- |
| 1  | Belgio (bandiera)      | P     | Diede Lemey                   |
| 2  | Inghilterra (bandiera) | D     | Emma Lipman                   |
| 3  | Svezia (bandiera)      | D     | Anna Julia Molin              |
| 4  | Italia (bandiera)      | C     | Angelica Soffia               |
| 5  | Scozia (bandiera)      | D     | Madelaine May Hill            |
| 6  | Italia (bandiera)      | C     | Bianca Giulia Bardin          |
| 7  | Germania (bandiera)    | C     | Florin Wagner                 |
| 9  | Islanda (bandiera)     | A     | Berglind Björg Þorvaldsdóttir |
| 10 | Grecia (bandiera)      | A     | Sofia Kongoulī                |
| 11 | Italia (bandiera)      | C     | Sara Osetta                   |
| 12 | Italia (bandiera)      | P     | Camilla Forcinella            |
| 13 | Italia (bandiera)      | C     | Jessica Zanoni                |
| 14 | Italia (bandiera)      | D     | Matilde Santinato             |
| 15 | Italia (bandiera)      | D     | Sofia Meneghini               |
| 16 | Grecia (bandiera)      | C     | Ioanna Maria Goula            |
| 17 | Italia (bandiera)      | A     | Veronica Pasini               |
| 18 | Inghilterra (bandiera) | A     | Shameeka Nikoda Fishley       |
| 19 | Italia (bandiera)      | C     | Elena Nichele                 |
| 20 | Italia (bandiera)      | A     | Margherita Giubilato          |

| N. |                        | Ruolo | Calciatrice                    |
| -- | ---------------------- | ----- | ------------------------------ |
| 21 | Italia (bandiera)      | A     | Carolina Poli                  |
| 22 | Stati Uniti (bandiera) | P     | Anna Rosa Buhigas              |
| 23 | Italia (bandiera)      | P     | Linda Fenzi                    |
| 24 | Italia (bandiera)      | D     | Aurora Gobbi                   |
| 25 | Italia (bandiera)      | D     | Caterina Ambrosi               |
| 26 | Italia (bandiera)      | C     | Giorgia Tiberio                |
| 27 | Italia (bandiera)      | D     | Eleonora Franco                |
| 28 | Italia (bandiera)      | D     | Emma Esquilli                  |
| 29 | Italia (bandiera)      | C     | Elisabetta Taverna             |
| 30 | Irlanda (bandiera)     | D     | Shauna Peare                   |
| 31 | Svezia (bandiera)      | D     | Robyn Decker                   |
| 33 | Bulgaria (bandiera)    | A     | Dessislava Eva Dupuy           |
| 39 | Bulgaria (bandiera)    | A     | Liljana Kostova                |
| 53 | Islanda (bandiera)     | D     | Arna Sif Ásgrímsdóttir         |
| 77 | Italia (bandiera)      | A     | Sofia Toldo                    |
| 88 | Finlandia (bandiera)   | A     | Riikka Hannula                 |
| 98 | Francia (bandiera)     | D     | Coline Bouby                   |
|    | Portogallo (bandiera)  | A     | Carlota Martins Paixao Christo |

## Calciomercato

### Sessione estiva
| Acquisti | Acquisti                       | Acquisti         | Acquisti   |
| R.       | Nome                           | da               | Modalità   |
| -------- | ------------------------------ | ---------------- | ---------- |
| P        | Anna Rosa Buhigas              | Nashville Rhythm | definitivo |
| P        | Diede Lemey                    | Anderlecht       | definitivo |
| D        | Arna Sif Ásgrímsdóttir         | Valur            | definitivo |
| D        | Madelaine May Hill             | Sunderland       | definitivo |
| D        | Emma Lipman                    | Sheffield        | definitivo |
| D        | Shauna Peare                   | San Zaccaria     | definitivo |
| C        | Bianca Giulia Bardin           | Vicenza          | definitivo |
| A        | Shameeka Nikoda Fishley        | UMF Sindri Höfn  | definitivo |
| A        | Margherita Giubilato           | Padova           | definitivo |
| A        | Carlota Martins Paixao Christo | ?                | definitivo |
| A        | Sofia Toldo                    | Vicenza          | definitivo |
| A        | Berglind Björg Þorvaldsdóttir  | Breiðablik       | definitivo |

| Cessioni | Cessioni            | Cessioni  | Cessioni   |
| R.       | Nome                | a         | Modalità   |
| -------- | ------------------- | --------- | ---------- |
| P        | Gaëlle Thalmann     | Mozzanica | definitivo |
| D        | Lisa Boattin        | Juventus  | definitivo |
| D        | Federica Di Criscio | Brescia   | definitivo |
| D        | Camilla Pavana      | Mantova   | definitivo |
| D        | Michela Rodella     | Florentia | definitivo |
| C        | Aurora Galli        | Juventus  | [ 19 ]     |
| C        | Manuela Giugliano   | Brescia   | definitivo |
| A        | Martina Piemonte    | Siviglia  | definitivo |

### Sessione invernale
| Acquisti | Acquisti             | Acquisti        | Acquisti   |
| R.       | Nome                 | da              | Modalità   |
| -------- | -------------------- | --------------- | ---------- |
| D        | Coline Bouby         | Nîmes           | definitivo |
| D        | Robyn Decker         | Kvarnsvedens IK | definitivo |
| D        | Anna Julia Molin     | Apollōn Lemesou | definitivo |
| C        | Florin Wagner        |                 | definitivo |
| A        | Dessislava Eva Dupuy | ETG Ambilly     | definitivo |
| A        | Riikka Hannula       | Espanyol        | definitivo |
| A        | Liljana Kostova      | Medyk Konin     | definitivo |

| Cessioni | Cessioni                      | Cessioni | Cessioni   |
| R.       | Nome                          | a        | Modalità   |
| -------- | ----------------------------- | -------- | ---------- |
| D        | Arna Sif Ásgrímsdóttir        |          | svincolata |
| D        | Shauna Peare                  |          | svincolata |
| A        | Berglind Björg Þorvaldsdóttir |          | svincolata |

## Risultati

### Serie A

#### Girone di andata
| Arbitro: | Stefano Peletti (Crema) |

|                     |           |               |
| Kongoulī 27’ (rig.) | Marcatori | 90+5’ Zazzera |

| Arbitro: | Thomas Bonci (Pesaro) |

|                         |           |                                            |
| Pugnali 32’ Baldini 59’ | Marcatori | 48’ Fishley 53’ Nichele 83’ Þorvaldsdóttir |

| Arbitro: | Matteo Campagni (Firenze) |

|            |           |              |
| Soffia 15’ | Marcatori | 12’ Faccioli |

| Arbitro: | Kevin Bonacina (Bergamo) |

|             |           |  |
| Franssi 50’ | Marcatori |  |

| Arbitro: | Andrea Faccini (Parma) |

|                    |           |                 |
| Þorvaldsdóttir 14’ | Marcatori | 18’, 50’ Pirone |

| Arbitro: | Luca Cerioli (Livorno) |

|                                               |           |  |
| Martinovic 1’ Simonetti 19’ (rig.) Greggi 83’ | Marcatori |  |

| Arbitro: | Stefano Peletti (Crema) |

|                         |           |           |
| Þorvaldsdóttir 59’, 78’ | Marcatori | 89’ Bargi |

| Arbitro: | Luca Pileggi (Bergamo) |

|                              |           |  |
| Clelland 30’ Camporese 90+3’ | Marcatori |  |

| Arbitro: | Stefania Genoveffa Signorelli (Paola) |

|                              |           |             |
| Serturini 11’ Pinna 22’, 27’ | Marcatori | 87’ Fishley |

| Arbitro: | Silvia Gasperotti (Rovereto) |

|                       |           |                                |
| Dupuy 31’ Fishley 57’ | Marcatori | 55’ (aut.) Soffia 68’ Oliviero |

| Arbitro: | Alessandro Negrelli (Finale Emilia) |

|                                          |           |  |
| Bergamaschi 2’ Sabatino 29’ Giacinti 45’ | Marcatori |  |

#### Girone di ritorno
| Arbitro: | Agostino De Santis (Campobasso) |

|            |           |                  |
| Guagni 36’ | Marcatori | 49’, 66’ Kostova |

| Arbitro: | Giovanni Agostoni (Milano) |

|                                         |           |                        |
| Kostova 29’, 41’ Soffia 54’ Hannula 69’ | Marcatori | 65’ Manieri 70’ Errico |

| Arbitro: | Marco Peletti (Crema) |

|             |           |  |
| Fuselli 17’ | Marcatori |  |

| Arbitro: | Abdoulaye Diop (Treviglio) |

|  |           |                         |
|  | Marcatori | 13’ Rosucci 77’ Cantore |

| Mozzanica 17 marzo 2018, ore 15:00 CET 16ª giornata | Mozzanica                   | 0 – 0 referto | AGSM Verona | Stadio comunale\| Arbitro: \| Riccardo Cannata (Collegno) \| |
| Arbitro:                                            | Riccardo Cannata (Collegno) |               |             |                                                              |

| Arbitro: | Alessandro Negrelli (Finale Emilia) |

|                              |           |  |
| Kongoulī 22’ Wagner 39’, 85’ | Marcatori |  |

| Arbitro: | Davide Giacometti (Gubbio) |

|            |           |                                                                  |
| Prugna 13’ | Marcatori | 22’, 43’ Dupuy 66’ (rig.) Kostova 75’ Kongoulī 83’ (rig.) Soffia |

| Arbitro: | Matteo Canci (Carrara) |

|                               |           |                                  |
| Soffia 8’ Kongoulī 89’ (rig.) | Marcatori | 22’ Brumana 25’ Polli 73’ Catena |

| Arbitro: | Giovanni Agostoni (Milano) |

|                        |           |           |
| Wagner 11’ Hannula 81’ | Marcatori | 38’ Pinna |

| Arbitro: | Deborah Bianchi (Prato) |

|                       |           |             |
| Tarenzi 27’ Costi 52’ | Marcatori | 38’ Hannula |

| Arbitro: | Francesco Burlando (Genova) |

|                                           |           |                                                                   |
| Sikora 37’ (aut.) Kongoulī 74’ Decker 82’ | Marcatori | 9’ (aut.) Lipman 23’ Sikora 35’, 60’ Sabatino 63’, 90+1’ Giacinti |

### Coppa Italia

#### Primo turno
| Arbitro: | Valerio Bertuzzi (Piacenza) |

|                         |           |                |
| Kongoulī 9’, 24’ (rig.) | Marcatori | 90+3’ Gelmetti |

| Arbitro: | Giacomo Lencioni (Lucca) |

|  |           |             |
|  | Marcatori | 53’ Ambrosi |

#### Secondo turno
| Arbitro: | Stefano Grassi (Forlì) |

|                        |           |                               |
| Boni 13’ Carradore 32’ | Marcatori | 10’ Fishley 14’, 30’ Kongoulī |

#### Terzo turno
| Arbitro: | Simone Di Renzo (Bolzano) |

|                                      |           |            |
| Dupuy 75’ Kongoulī 79’ Fishley 90+2’ | Marcatori | 18’ Mendes |

#### Quarti di finale
| Arbitro: | Silvia Gasperotti (Rovereto) |

|                                        |                      |                                               |
| Fishley 70’                            | Marcatori            | 77’ (rig.) Clelland                           |
| Decker Wagner Fishley Hannula Kongoulī | Tiri di rigore 2 – 3 | Brumana Clelland Mascarello Camporese Tuttino |

## Statistiche

### Statistiche di squadra
| Competizione | Punti | In casa | In casa | In casa | In casa | In casa | In casa | In trasferta | In trasferta | In trasferta | In trasferta | In trasferta | In trasferta | Totale | Totale | Totale | Totale | Totale | Totale | DR |
| Competizione | Punti | G       | V       | N       | P       | Gf      | Gs      | G            | V            | N            | P            | Gf           | Gs           | G      | V      | N      | P      | Gf     | Gs     | DR |
| ------------ | ----- | ------- | ------- | ------- | ------- | ------- | ------- | ------------ | ------------ | ------------ | ------------ | ------------ | ------------ | ------ | ------ | ------ | ------ | ------ | ------ | -- |
| Serie A      | 25    | 11      | 4       | 3       | 4       | 21      | 21      | 11           | 3            | 1            | 7            | 12           | 19           | 22     | 7      | 4      | 11     | 33     | 40     | -7 |
| Coppa Italia | -     | 3       | 2       | 1       | 0       | 6       | 3       | 2            | 2            | 0            | 0            | 4            | 2            | 5      | 4      | 1      | 0      | 10     | 5      | +5 |
| Totale       | -     | 14      | 6       | 4       | 4       | 27      | 24      | 13           | 5            | 1            | 7            | 16           | 21           | 27     | 11     | 5      | 11     | 43     | 45     | -2 |

### Andamento in campionato
| Giornata  | 1 | 2 | 3 | 4 | 5 | 6 | 7 | 8 | 9 | 10 | 11 | 12 | 13 | 14 | 15 | 16 | 17 | 18 | 19 | 20 | 21 | 22 |
| --------- | - | - | - | - | - | - | - | - | - | -- | -- | -- | -- | -- | -- | -- | -- | -- | -- | -- | -- | -- |
| Luogo     | C | T | C | T | C | T | C | T | T | C  | T  | T  | C  | T  | C  | T  | C  | T  | C  | C  | T  | C  |
| Risultato | N | V | N | P | P | P | V | P | P | N  | P  | V  | V  | P  | P  | N  | V  | V  | P  | V  | P  | P  |
| Posizione | 5 | 4 | 5 | 6 | 8 | 9 | 8 | 8 | 9 | 8  | 9  | 9  | 7  | 7  | 7  | 8  | 7  | 7  | 7  | 7  | 7  | 7  |

Legenda:

Luogo: C = Casa; T = Trasferta. Risultato: V = Vittoria; N = Pareggio; P = Sconfitta.

### Statistiche delle giocatrici
| Giocatore         | Serie A  | Serie A | Serie A     | Serie A    | Coppa Italia | Coppa Italia | Coppa Italia | Coppa Italia | Totale   | Totale | Totale      | Totale     |
| Giocatore         | Presenze | Reti    | Ammonizioni | Espulsioni | Presenze     | Reti         | Ammonizioni  | Espulsioni   | Presenze | Reti   | Ammonizioni | Espulsioni |
| ----------------- | -------- | ------- | ----------- | ---------- | ------------ | ------------ | ------------ | ------------ | -------- | ------ | ----------- | ---------- |
| A. Ásgrímsdóttir  | 5        | 0       | 1           | 0          | -            | -            | -            | -            | 5        | 0      | 1           | 0          |
| C. Ambrosi        | 18       | 0       | 0           | 0          | 4            | 1            | 0            | 0            | 22       | 1      | 0           | 0          |
| B. G. Bardin      | 22       | 0       | 2           | 0          | 5            | 0            | 0            | 0            | 27       | 0      | 2           | 0          |
| C. Bouby          | 3        | 0       | 0           | 0          | 1            | 0            | 0            | 0            | 4        | 0      | 0           | 0          |
| A. Buhigas        | 4        | -4      | 0           | 0          | 0            | 0            | 0            | 0            | 4        | -4     | 0           | 0          |
| R. Decker         | 13       | 1       | 0           | 0          | 2            | 0            | 0            | 0            | 15       | 1      | 0           | 0          |
| E. Dupuy          | 10       | 3       | 0           | 0          | 1            | 1            | 0            | 0            | 11       | 4      | 0           | 0          |
| E. Esquilli       | 0        | 0       | 0           | 0          | 2            | 0            | 0            | 0            | 2        | 0      | 0           | 0          |
| L. Fenzi          | -        | -       | -           | -          | -            | -            | -            | -            | -        | -      | -           | -          |
| S. Fishley        | 22       | 3       | 0           | 0          | 3            | 2            | 0            | 0            | 25       | 5      | 0           | 0          |
| C. Forcinella     | -        | -       | -           | -          | 2            | -1           | 0            | 0            | 2        | -1     | 0           | 0          |
| E. Franco         | -        | -       | -           | -          | -            | -            | -            | -            | -        | -      | -           | -          |
| M. Giubilato      | 6        | 0       | 0           | 0          | 3            | 0            | 0            | 0            | 9        | 0      | 0           | 0          |
| A. Gobbi          | -        | -       | -           | -          | 2            | 0            | 0            | 0            | 2        | 0      | 0           | 0          |
| I. Goula          | 5        | 0       | 0           | 0          | 1            | 0            | 0            | 0            | 6        | 0      | 0           | 0          |
| R. Hannula        | 16       | 3       | 0           | 0          | 2            | 0            | 0            | 0            | 18       | 3      | 0           | 0          |
| M. Hill           | 9        | 0       | 1           | 0          | 1            | 0            | 0            | 0            | 10       | 0      | 1           | 0          |
| S. Kongoulī       | 22       | 6       | 1           | 0          | 5            | 5            | 0            | 0            | 27       | 11     | 1           | 0          |
| L. Kostova        | 10       | 5       | 0           | 0          | 1            | 0            | 0            | 0            | 11       | 5      | 0           | 0          |
| D. Lemey          | 20       | -36     | 1           | 0          | 3            | -4           | 0            | 0            | 23       | -40    | 1           | 0          |
| E. Lipman         | 21       | 0       | 1           | 1          | 3            | 0            | 0            | 0            | 24       | 0      | 1           | 1          |
| S. Meneghini      | 0        | 0       | 0           | 0          | -            | -            | -            | -            | 0        | 0      | 0           | 0          |
| J. Molin          | 10       | 0       | 0           | 1          | 2            | 0            | 0            | 0            | 12       | 0      | 0           | 1          |
| E. Nichele        | 20       | 1       | 1           | 0          | 5            | 0            | 0            | 0            | 25       | 1      | 1           | 0          |
| S. Osetta         | 3        | 0       | 1           | 0          | 2            | 0            | 0            | 0            | 5        | 0      | 1           | 0          |
| C. Paixao Christo | -        | -       | -           | -          | 1            | 0            | 0            | 0            | 1        | 0      | 0           | 0          |
| V. Pasini         | 6        | 0       | 0           | 0          | 2            | 0            | 0            | 0            | 8        | 0      | 0           | 0          |
| S. Peare          | 9        | 0       | 0           | 0          | 2            | 0            | 0            | 0            | 11       | 0      | 0           | 0          |
| C. Poli           | 3        | 0       | 0           | 0          | 2            | 0            | 0            | 0            | 5        | 0      | 0           | 0          |
| M. Santinato      | -        | -       | -           | -          | -            | -            | -            | -            | -        | -      | -           | -          |
| A. Soffia         | 20       | 4       | 3           | 0          | 5            | 0            | 1            | 0            | 25       | 4      | 4           | 0          |
| E. Taverna        | -        | -       | -           | -          | -            | -            | -            | -            | -        | -      | -           | -          |
| G. Tiberio        | 0        | 0       | 0           | 0          | -            | -            | -            | -            | 0        | 0      | 0           | 0          |
| S. Toldo          | -        | -       | -           | -          | -            | -            | -            | -            | -        | -      | -           | -          |
| B. Þorvaldsdóttir | 8        | 4       | 1           | 0          | -            | -            | -            | -            | 8        | 4      | 1           | 0          |
| F. Wagner         | 8        | 3       | 0           | 0          | 2            | 0            | 0            | 0            | 10       | 3      | 0           | 0          |
| J. Zanoni         | 2        | 0       | 0           | 0          | 1            | 0            | 0            | 0            | 3        | 0      | 0           | 0          |